# Broșteanca
Broșteanca – wieś w Rumunii, w okręgu Teleorman, w gminie Bogdana. W 2011 roku liczyła 211 mieszkańców.